# Sauvigny-le-Beuréal
Sauvigny-le-Beuréal é uma comuna francesa na região administrativa de Borgonha-Franco-Condado, no departamento de Yonne. Estende-se por uma área de 4,94 km². Em 2010 a comuna tinha 71 habitantes (densidade: 14,4 hab./km²).